# Galatasaray Spor Kulübü 2019-2020 (pallavolo femminile)
Questa voce raccoglie le informazioni riguardanti il Galatasaray Spor Kulübü nelle competizioni ufficiali della stagione 2019-2020.

## Organigramma societario
Area direttiva
- Presidente: Mustafa Cengiz

Area tecnica
- Allenatore: Ataman Güneyligil
- Allenatore in seconda: Cihan Çintay
- Assistente allenatore: Gençer Yarkin
- Scoutman: Recep Vatansever

## Rosa
| N° | Nome                | Ruolo | Data di nascita  | Nazionalità sportiva |
| -- | ------------------- | ----- | ---------------- | -------------------- |
| 1  | Melike Yılmaz       | C     | 19 gennaio 1995  | Turchia              |
| 2  | İlkin Aydın         | S     | 5 gennaio 2000   | Turchia              |
| 3  | Gizem Güreşen       | L     | 14 gennaio 1987  | Turchia              |
| 4  | Elif Eriçek         | L     | 16 dicembre 2002 | Turchia              |
| 5  | Anthī Vasilantōnakī | S     | 9 aprile 1996    | Grecia               |
| 6  | Derya Çayırgan      | L     | 9 ottobre 1987   | Turchia              |
| 7  | Çağla Akın          | P     | 19 gennaio 1995  | Turchia              |
| 8  | Cansu Çetin         | S     | 23 maggio 1993   | Turchia              |
| 9  | Aslı Kalaç          | C     | 13 dicembre 1995 | Turchia              |
| 10 | Güldeniz Önal       | S     | 25 marzo 1986    | Turchia              |
| 11 | Nilay Benli         | P     | 24 ottobre 1985  | Turchia              |
| 13 | Ece Emrullah        | C     | 19 agosto 2002   | Turchia              |
| 14 | Sezen Keşkekoğlu    | C     | 10 dicembre 2001 | Turchia              |
| 15 | Yvon Beliën         | C     | 28 dicembre 1993 | Paesi Bassi          |
| 17 | Olesja Rychljuk     | O     | 11 dicembre 1987 | Ucraina              |
| 18 | Beren Yeşilırmak    | S     | 1º giugno 2005   | Turchia              |

## Statistiche

### Statistiche di squadra
| Competizione     | Punti | In casa | In casa | In casa | In trasferta | In trasferta | In trasferta | Totale | Totale | Totale |
| Competizione     | Punti | G       | V       | P       | G            | V            | P            | G      | V      | P      |
| ---------------- | ----- | ------- | ------- | ------- | ------------ | ------------ | ------------ | ------ | ------ | ------ |
| Sultanlar Ligi   | 44    | 11      | 9       | 2       | 11           | 6            | 5            | 22     | 15     | 7      |
| Coppa di Turchia | -     | -       | -       | -       | -            | -            | -            | -      | -      | -      |
| Coppa CEV        | -     | 1       | 0       | 1       | 1            | 0            | 1            | 2      | 0      | 2      |
| Totale           | -     | 12      | 9       | 3       | 12           | 6            | 6            | 24     | 15     | 9      |

G = partite giocate; V = partite vinte; P = partite perse

### Statistiche dei giocatori
| Giocatore        | Campionato | Campionato | Campionato | Campionato | Campionato | Coppa di Turchia | Coppa di Turchia | Coppa di Turchia | Coppa di Turchia | Coppa di Turchia | Coppa CEV | Coppa CEV | Coppa CEV | Coppa CEV | Coppa CEV | Totale | Totale | Totale | Totale | Totale |
| Giocatore        | P          | PT         | AV         | MV         | BV         | P                | PT               | AV               | MV               | BV               | P         | PT        | AV        | MV        | BV        | P      | PT     | AV     | MV     | BV     |
| ---------------- | ---------- | ---------- | ---------- | ---------- | ---------- | ---------------- | ---------------- | ---------------- | ---------------- | ---------------- | --------- | --------- | --------- | --------- | --------- | ------ | ------ | ------ | ------ | ------ |
| Ç. Akın          | 19         | 51         | 23         | 11         | 17         | -                | -                | -                | -                | -                | 2         | 4         | 1         | 2         | 1         | 21     | 55     | 24     | 13     | 18     |
| İ. Aydın         | 2          | 6          | 3          | 0          | 3          | -                | -                | -                | -                | -                | -         | -         | -         | -         | -         | 2      | 6      | 3      | 0      | 3      |
| Y. Beliën        | 20         | 167        | 122        | 30         | 15         | -                | -                | -                | -                | -                | 2         | 18        | 11        | 6         | 1         | 22     | 185    | 133    | 36     | 16     |
| N. Benli         | 16         | 24         | 10         | 9          | 5          | -                | -                | -                | -                | -                | 2         | 0         | 0         | 0         | 0         | 18     | 24     | 10     | 9      | 5      |
| D. Çayırgan      | 15         | 0          | 0          | 0          | 0          | -                | -                | -                | -                | -                | 0         | 0         | 0         | 0         | 0         | 15     | 0      | 0      | 0      | 0      |
| C. Çetin         | 21         | 43         | 33         | 3          | 7          | -                | -                | -                | -                | -                | 2         | 2         | 1         | 1         | 0         | 23     | 45     | 34     | 4      | 7      |
| E. Emrullah      | 1          | 0          | 0          | 0          | 0          | -                | -                | -                | -                | -                | -         | -         | -         | -         | -         | 1      | 0      | 0      | 0      | 0      |
| E. Eriçek        | 13         | 29         | 24         | 0          | 5          | -                | -                | -                | -                | -                | 2         | 4         | 4         | 0         | 0         | 15     | 33     | 28     | 0      | 5      |
| G. Güreşen       | 19         | 0          | 0          | 0          | 0          | -                | -                | -                | -                | -                | 2         | 0         | 0         | 0         | 0         | 21     | 0      | 0      | 0      | 0      |
| A. Kalaç         | 20         | 208        | 140        | 52         | 16         | -                | -                | -                | -                | -                | 2         | 19        | 14        | 5         | 0         | 22     | 227    | 154    | 57     | 16     |
| S. Keşkekoğlu    | 4          | 21         | 7          | 8          | 6          | -                | -                | -                | -                | -                | 0         | 0         | 0         | 0         | 0         | 4      | 21     | 7      | 8      | 6      |
| G. Önal          | 21         | 110        | 92         | 9          | 9          | -                | -                | -                | -                | -                | 2         | 9         | 6         | 0         | 3         | 23     | 119    | 98     | 9      | 12     |
| O. Rychljuk      | 20         | 332        | 294        | 25         | 13         | -                | -                | -                | -                | -                | 2         | 52        | 45        | 6         | 1         | 22     | 384    | 339    | 31     | 14     |
| A. Vasilantōnakī | 22         | 290        | 255        | 15         | 20         | -                | -                | -                | -                | -                | 2         | 33        | 29        | 0         | 4         | 24     | 323    | 284    | 15     | 24     |
| B. Yeşilırmak    | 11         | 23         | 17         | 0          | 6          | -                | -                | -                | -                | -                | 2         | 1         | 1         | 0         | 0         | 13     | 24     | 18     | 0      | 6      |
| M. Yılmaz        | 10         | 35         | 24         | 5          | 6          | -                | -                | -                | -                | -                | 1         | 1         | 1         | 0         | 0         | 11     | 36     | 25     | 5      | 6      |

P = presenze; PT = punti totali; AV = attacchi vincenti; MV = muri vincenti; BV = battute vincenti